# NGC 4749
NGC 4749 ist eine Spiralgalaxie vom Hubble-Typ Sb im Sternbild Drache am Nordsternhimmel. Sie ist schätzungsweise 82 Millionen Lichtjahre von der Milchstraße entfernt und hat einen Durchmesser von etwa 40.000 Lichtjahren.
Das Objekt wurde am 7. April 1793 von Wilhelm Herschel mit einem 18,7–Zoll–Spiegelteleskop entdeckt, der es dabei mit „vF, E np-sf, 1.5′ long, 0.5′ broad“ beschrieb.